# Север Юг
„Север Юг“ (на турски: Kuzey Güney) е турски телевизионен сериал, създаден и написан от Едже Йоренч и Мелек Генчоолу.

## Сюжет
Кузей (Къванч Татлъту) и Гюней (Буура Гюлсой) са братя с различни характери. Кузей е бунтовникът с доброто и благородно сърце, докато Гюней е спокойния. Съперничеството между двамата братя достига връхна точка на кипене, когато и двамата се влюбват в едно и също момиче, което се казва Джемре (Йойкю Карайел). Трагично събитие тласква момичето в прегръдките на единия, докато другият трябва да се отдръпне, заради нулевите шансове.

## Излъчване
| Сезон | Сезон | Епизоди | Начало на сезона  | Край на сезона | Всички епизоди | ТВ сезон    | ТВ канал | Дата и час       |
| ----- | ----- | ------- | ----------------- | -------------- | -------------- | ----------- | -------- | ---------------- |
|       | 1     | 40      | 7 септември 2011  | 20 юни 2012    | 1 – 40         | 2011 – 2012 | Kanal D  | сряда (20:00)    |
|       | 2     | 39      | 12 септември 2012 | 26 юни 2013    | 41 – 80        | 2012 – 2013 | Kanal D  | сряда (20/22:00) |

## Излъчване в България
| Сезон | Сезон | Епизоди | Начало на сезона  | Край на сезона    | Всички епизоди | ТВ сезон | ТВ канал | Дата и час                 |
| ----- | ----- | ------- | ----------------- | ----------------- | -------------- | -------- | -------- | -------------------------- |
|       | 1     | 77      | 14 януари 2014 г. | 7 май 2014 г.     | 1 – 77         | 2014 г.  | bTV      | всеки делничен ден (20:00) |
|       | 2     | 55      | 8 май 2014 г.     | 4 ноември 2014 г. | 78 – 132       | 2014 г.  | bTV      | всеки делничен ден (20:00) |

## Актьорски състав
- Къванч Татлъту – Кузей Текиноолу
- Буура Гюлсой – Гюней Текиноолу
- Йойкю Карайел – Джемре Чаяк
- Баде Ишчил – Бану Синанер
- Мерве Болуур – Зейнеп Чичек
- Зерин Текиндор – Гюлтен Чаяк
- Ръза Коджаоглу – Али Гюнтан
- Мустафа Авкъран – Сами Текиноолу
- Семра Динчер – Хандан Текиноолу
- Юнал Силвер – Атила Синанер
- Чаадаш Онур Йозтюрк – Баръш Хакмен
- Гьокшен Атеш – Венюс Тезерел
- Тугай Кантюрк – Ферхат
- Хазар Ергючлю – Симай Канаш
- Хале Сойгази – Ебру
- Серхат Теоман – Бурак Чаталчалъ
- Каан Ташанер – комисар Шереф

## В България
В България сериалът започва на 14 януари 2014 г. по bTV и завършва на 4 ноември. На 30 май 2016 г. започва отново и завършва на 1 март 2017 г. В по-късните епизоди дублажът е на студио Медиа Линк. Ролите се озвучават от Лина Златева, Радосвета Василева, Виктор Танев, Васил Бинев и Здравко Методиев.
На 11 февруари 2016 г. започва повторно излъчване по bTV Lady и завършва на 12 август. На 19 септември започва ново повторение и завършва на 30 януари 2017 г.
На 23 август 2018 г. започва повторно излъчване по Диема Фемили и завършва на 8 февруари 2019 г. На 4 ноември започва ново повторение и завършва на 22 юли 2020 г. Озвучаващите артисти са същите като само Василева и Бинев са заменени от Ани Василева и Георги Георгиев – Гого.